# Algéria himnusza
Algéria himnusza a Kasszaman („Fogadalom”) a franciák elleni függetlenségi harcban született, és a függetlenség elnyerése után, 1963-ban lett hivatalos himnusz. Szövegét Moufdi Zakaria (1930–1978) írta 1956-ban a Barberuosse börtönben, ahol büntetését töltötte. A verset 1956-ban az egyiptomi zeneszerző, Mohamed Fauzi (1918–1966) zenésítette meg. Először 1957 júliusában, a Tunéziai Rádióban hangzott el.

## Az arab szöveg latin betűkkel
Kassaman
Kasszaman binnazilát ilmahikát, 

Vaddimá izzakiját ittahirát, 

Valbunúd illamiát ilhafikát, 

Fidzsibál issamihát issahikát, 

Nahnu thurna fahajatún au mamát, 

Va akadna alazma annahja Aldzsazaír, 

Fashadú! Fashadú! Fashadú!

## A magyar szöveg
Esküszünk
Esküszünk, hogy romboló tüzünkkel, 

Kiömlő vérünk bő áradatával, 

Lobogó fényes zászlóinkkal, 

Melyek büszkén szállnak a magasban, 

Felkelünk elszántan életre halálra, 

És Algéria élni fog, 

Légy tanúnk! Légy tanúnk! Légy tanúnk!